# Metaemene atrigutta
Metaemene atrigutta là một loài bướm đêm trong họ Erebidae.